# Beyond the Notes
Beyond the Notes (с англ. — «За пределами нот») — студийный альбом бывшего клавшника Deep Purple Джона Лорда, выпущенный в 2004 году на лейбле EMI Records. К записи альбома привлекались такие гостевые музыканты, как Анни-Фрид Лингстад, Сэм Браун, Миллер Андерсон, Пит Йорк, Тейс ван Лер и группа Trondheim Soloists.

## Список композиций
1. «Miles Away» (7:40)
2. «De Profundis» (7:20)
3. «One From The Meadow» (8:14)
4. «Cologne Again» (6:45)
5. «I’ll Send You A Postcard (Pavane for Tony)» (6:54)
6. «The Sun Will Shine Again» (4:22)
7. «A Smile When I Shook His Hand (In Memorian George Harrison)» (7:30)
8. «November Calls» (5:03)
9. «The Telemann Experiment» (7:07)
10. «Music For Miriam (Version For String Orchestra)» (8:02)

## Подробности создания
- Спродюсировано Марио Арганодона и Джоном Лордом
- Записано и смикшировано в Hansa Haus-Studios, Бонн, Германия, 14 июня − 31 июля 2004 г.
- Запись, проверка, микширование и мастеринг проведены Клаусом Генуитом
- Запись «Miles Away» сведена Франком Мейером
- Дополнительные записи сведены Манфредом Змарсли в Hansa Haus-Studios и Марио Арганодона в Mo-Songs Studio, Кёльн
- Струнные на «The Sun Will Shine Again» записаны в Studio N, Кёльн; сессии сведены Гюнтером Каспером

## Состав
- Джон Лорд − фортепиано, орган, клавишные
- Тейс ван Лир — флейта
- Майкл Хойпель — Флейта
- Павел Шиджихара — гитара
- Урс Фукс — бас-гитара
- Марио Аргандона — перкуссия, барабаны, бэк-вокал
- Маттиас Краусс — клавишные
- Герхард Веттер — гобой
- Энди Майлз — кларнет
- Пит Йорк — барабаны
- Эмилия Ампер — никельхарпа
- Сэм Браун — вокал («One From The Meadow»)
- Миллер Андерсон — вокал («November Calls»)
- Фрида — вокал («The Sun Will Shine Again»)
- Сабина ван Баарен — бэк-вокал
- The Vocaleros — голоса
- Кёльнский струнный ансамбль Альберт Юнга
- Trondheim Soloists